# Laronius
Laronius là một chi nhện trong họ Gnaphosidae.